# Marienkirche (Hemmingstedt)

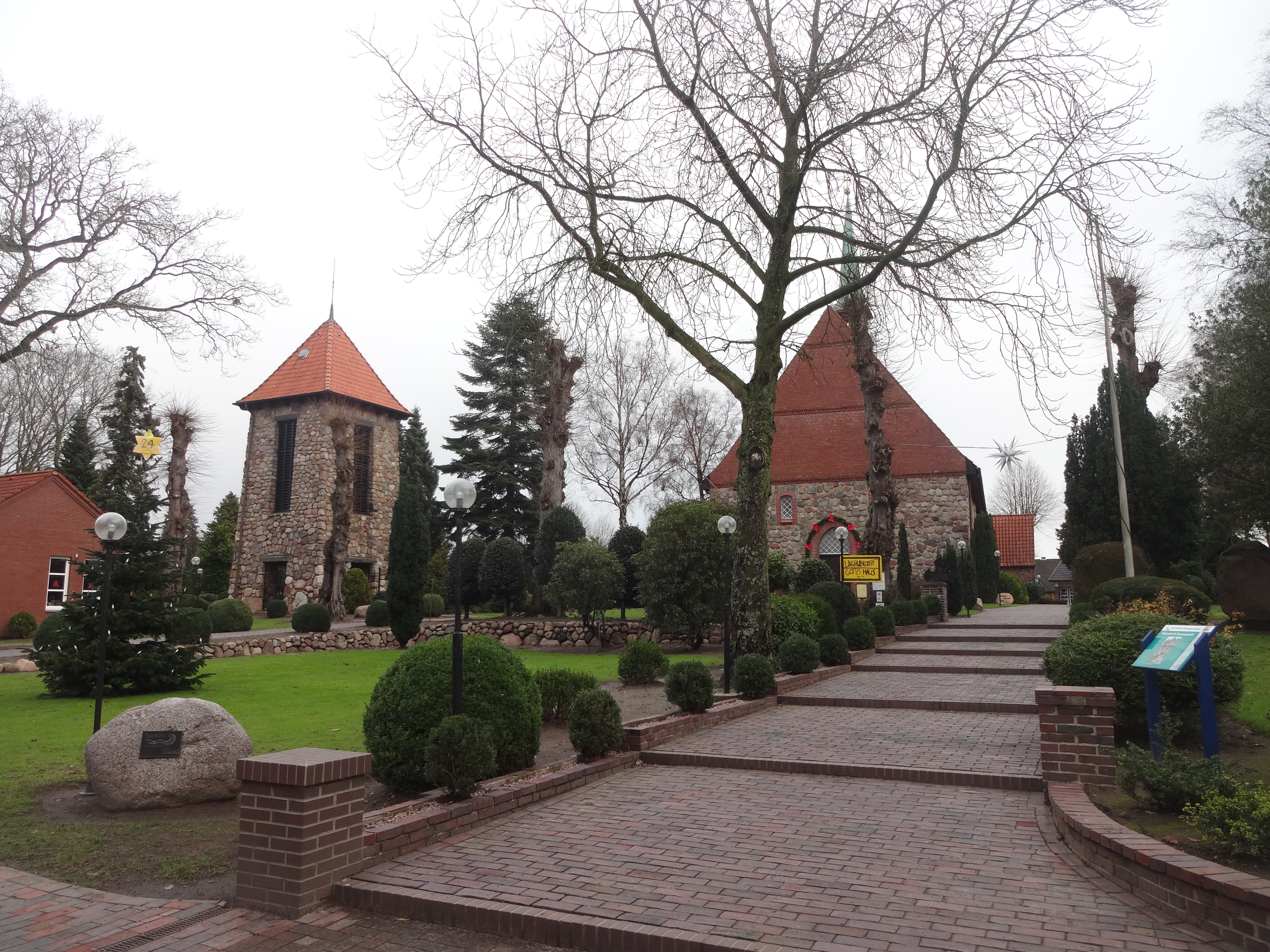
Marienkirche und Glockenturm

Die Marienkirche ist ein geschütztes Kulturdenkmal mit der Objekt-ID 3093 im Denkmalschutzgesetz in Hemmingstedt, einer Gemeinde im Kreis Dithmarschen in Schleswig-Holstein. Die Kirchengemeinde, die neben Hemmingstedt den Nachbarort Lieth umfasst, gehört zum Kirchenkreis Dithmarschen der Evangelisch-Lutherischen Kirche in Norddeutschland.

## Geschichte
Das Kirchspiel Hemmingstedt ist zuerst in einer Urkunde von 1323 erwähnt. Die Kirche ist nach der Gottesmutter Maria benannt. 
Nach dem Sieg in der Schlacht bei Hemmingstedt am 17. Februar 1500 stifteten Dithmarscher aus Dankbarkeit ihrer Schutzpatronin Maria gegenüber 1502 in der Nähe des Schlachtfeldes ein Benediktinerinnenkloster. In der kurzen Zeit seines Bestehens diente die Hemmingstedter Pfarrkirche den Nonnen als Klosterkirche. Dafür wurde der Chor vergrößert. Da sich jedoch nicht genügend Dithmarscher Jungfrauen fanden, die sich der Klosterregel unterwerfen wollten, wandelte das Hamburger Domkapitel als geistliche Obrigkeit die Stiftung 1513 in ein Franziskanerkloster um und verlegte es nach Lunden. Von den laut Bolten hölzernen Konventsgebäuden neben dem Friedhof hat sich nichts erhalten.
Während der Letzten Fehde 1559 wurde auch die Hemmingstedter Kirche beschädigt. Die Landkarte, auf der Peter Boeckel im selben Jahr die Eroberung Dithmarschens durch den dänischen König pries, aber auch die Zerstörungen dokumentierte, zeigt die Marienkirche umgeben von einem Wall etwas abseits des Ortes „Hennckste“. Aus den getrennten Dächern für Langschiff und Chor schlagen hohe Flammen. Anschließend waren größere Umbaumaßnahmen notwendig. Da fast das gesamte Inventar erst später angeschafft wurde, ist davon auszugehen, dass auch der Großteil der Kirchenausstattung damals verloren ging.

## Baubeschreibung
Die um 1300 erbaute frühgotische Feldsteinkirche soll einen hölzernen Vorgängerbau gehabt haben. Die mittelalterliche Kirche wurde Anfang des 16. Jahrhunderts nach Osten verlängert, um als Klosterkirche dienen zu können, und in der zweiten Hälfte des Jahrhunderts durch einen Umbau stark verändert. Die ursprünglich zwei Joche des Langhauses wurden mit dem eingezogenen, gerade geschlossenen Chor im Osten unter einem Dachstuhl zwischen Giebeln aus Backsteinen zusammengefasst. Dabei wurde das vermutlich durch den Brand 1559 zerstörte Gewölbe durch eine Flachdecke ersetzt. Die Fenster wurden bei einer Restaurierung 1873 vergrößert, die zugemauerten ursprünglichen Fenster sind an den Außenwänden noch zu erkennen. Gleichzeitig wurde der Chorbogen erweitert. 
Aus dem Satteldach des Langhauses erhebt sich ein Dachreiter mit einer Turmuhr und spitzem Helm. An der Südwand des Chores wurde im 16. Jahrhundert ein Vorhaus angebaut. Ein Kriegerdenkmal an der Nordseite baute 1953 Gerhard Langmaack an.

## Ausstattung

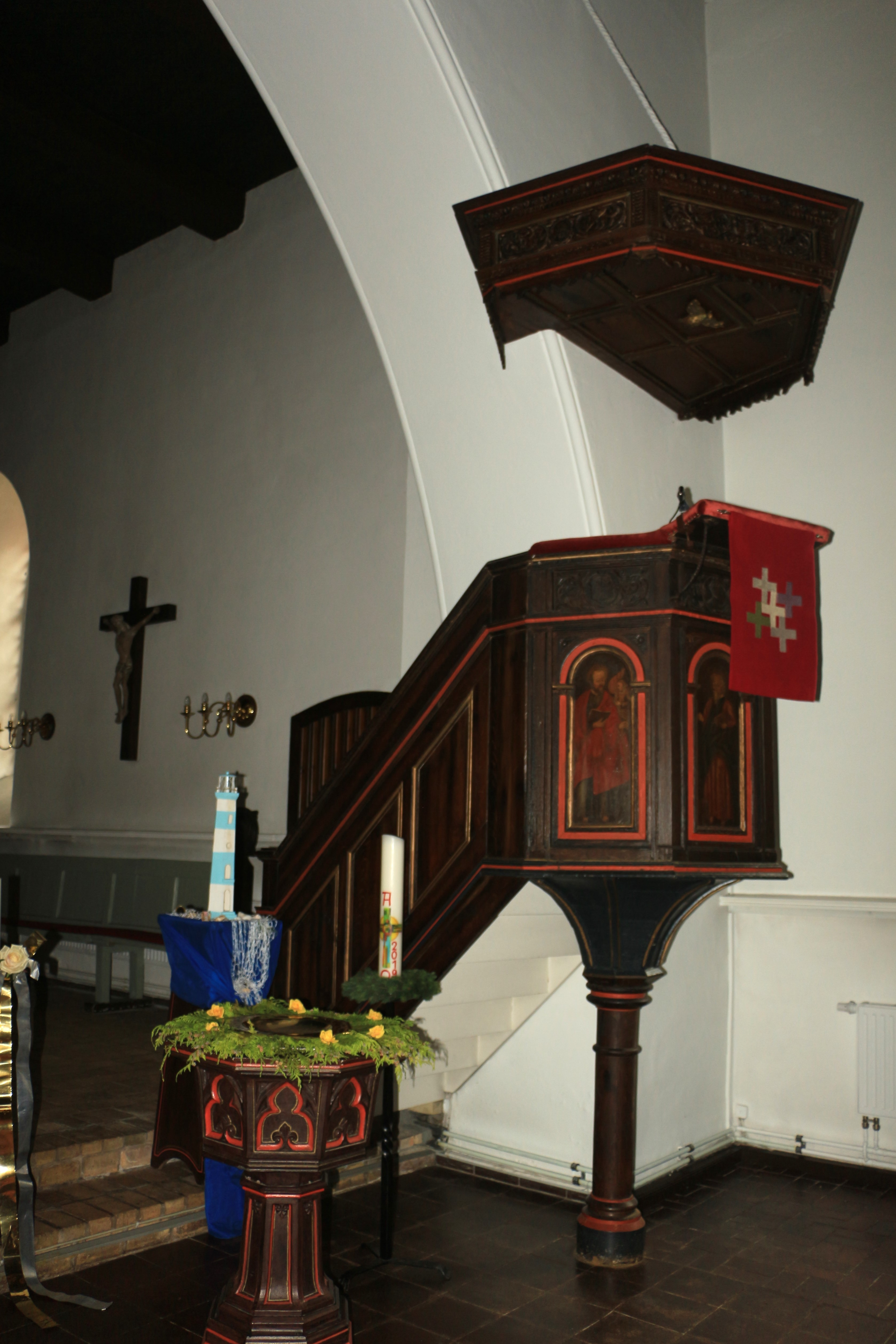
Kanzel und Taufbecken

Zur Kirchenausstattung gehören ein Kruzifix von etwa 1500 an der Südwand des Chores und eine Kanzel im Renaissancestil von 1560, auf deren Brüstung die vier Evangelisten zwischen schlichter Rankenschnitzerei aufgemalt sind. Es ist die älteste erhaltene Kanzel in Dithmarschen. Allerdings wurde sie erst 1652 in der Hemmingstedter Kirche aufgestellt und mit dem damals hergestellten Schalldeckel ergänzt. Möglicherweise stammt sie aus einer in der Burchardiflut 1634 untergegangenen Kirche.

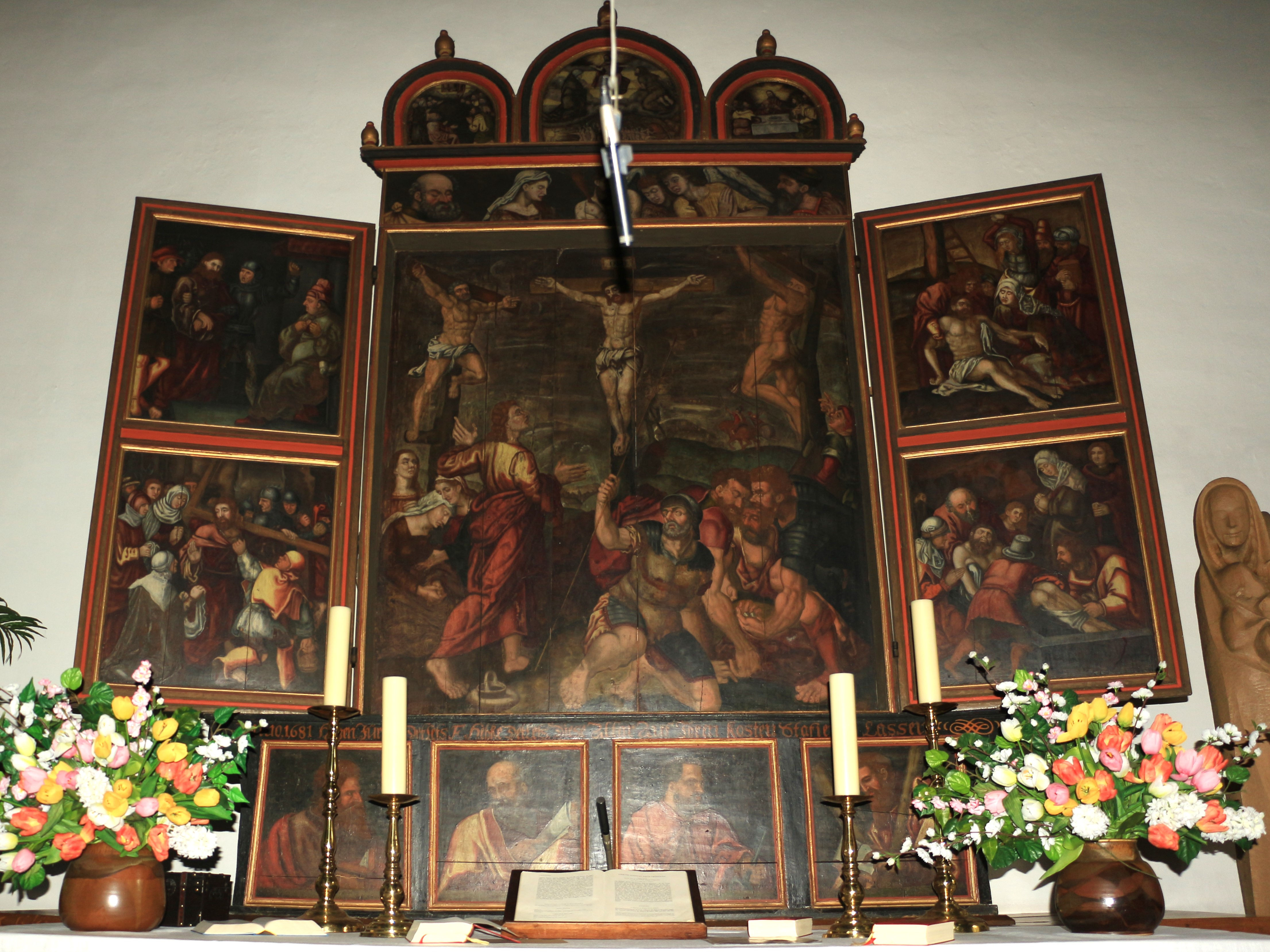
Altar, rechts die Marienfigur von Otto Flath

Das Altarretabel von 1570 ist wie ein gotischer Flügelaltar gestaltet und in seiner Form und Gestaltung einzigartig. Die manieristischen Gemälde zeigen im Mittelbild die Kreuzigung und auf den Innenseiten der Flügel mit dem Verhör vor dem Hohepriester, der Kreuztragung, Kreuzabnahme und Grablegung vier Szenen der Passionsgeschichte. Vier chronologisch davorliegende Szenen mit dem Abendmahl, dem Gebet in Getsemane und der Festnahme Jesu befinden sich auf den Außenflügeln. Einige dieser Bilder entstanden nach Vorbild von Albrecht Dürers Kleiner Passion. Die Predella zeigt in vier quadratischen Feldern vier Brustbilder bärtiger Männer, die anhand ihrer Attribute als der Apostel und Evangelist Matthäus, der Evangelist Markus mit Buchrolle – es könnte sich auch um den Apostel Paulus handeln – und die Apostel Petrus mit Schlüssel und Andreas mit Andreaskreuz zu erkennen sind. Über den Rahmen erinnert eine Inschrift an die Renovierung des Altars 1681, bei der die Bilder stark übermalt wurden. Ein schmales Brett enthält weitere Brustbilder, von denen nur der nackte Christus in der Mitte und ein Engel eindeutig zu identifizieren sind. Der Aufbau besteht aus drei halbrunden Tafeln. Die rechte Tafel stellt statt der im üblichen Bildprogramm zu erwartenden Auferstehung die Szene dar, wie der Auferstandene beim Brotbrechen in Emmaus erkannt wird. Entgegen dem biblischen Bericht sitzen drei statt zwei Männer neben Jesus am Tisch. Links ist die Himmelfahrt Jesu abgebildet. Das mittlere, größte Bild zeigt das Jüngste Gericht. Ungewöhnlich für eine evangelische Darstellung knien Maria und Johannes der Täufer als Fürbitter vor dem auf der Weltkugel thronenden Weltenrichter.
Neben dem Altar steht eine Marienfigur von Otto Flath. Flath stellte 1963 auch den hölzernen Taufbeckenhalter her. Dieser ersetzte ein Kalksteintaufbecken, das seit 1873 in der Kirche stand. Damals verkaufte die Kirchengemeinde die um 1300 in einer Lüneburger Werkstatt hergestellte Bronzefünte an einen Schrotthändler. Über einen Umweg nach England gelangte das Taufbecken 1879 ins Germanische Nationalmuseum. Die auf drei Trägerfiguren ruhende Fünte ist mit kleinen Reliefs von Heiligen geschmückt und ähnelt sehr der Bronzefünte im Meldorfer Dom.

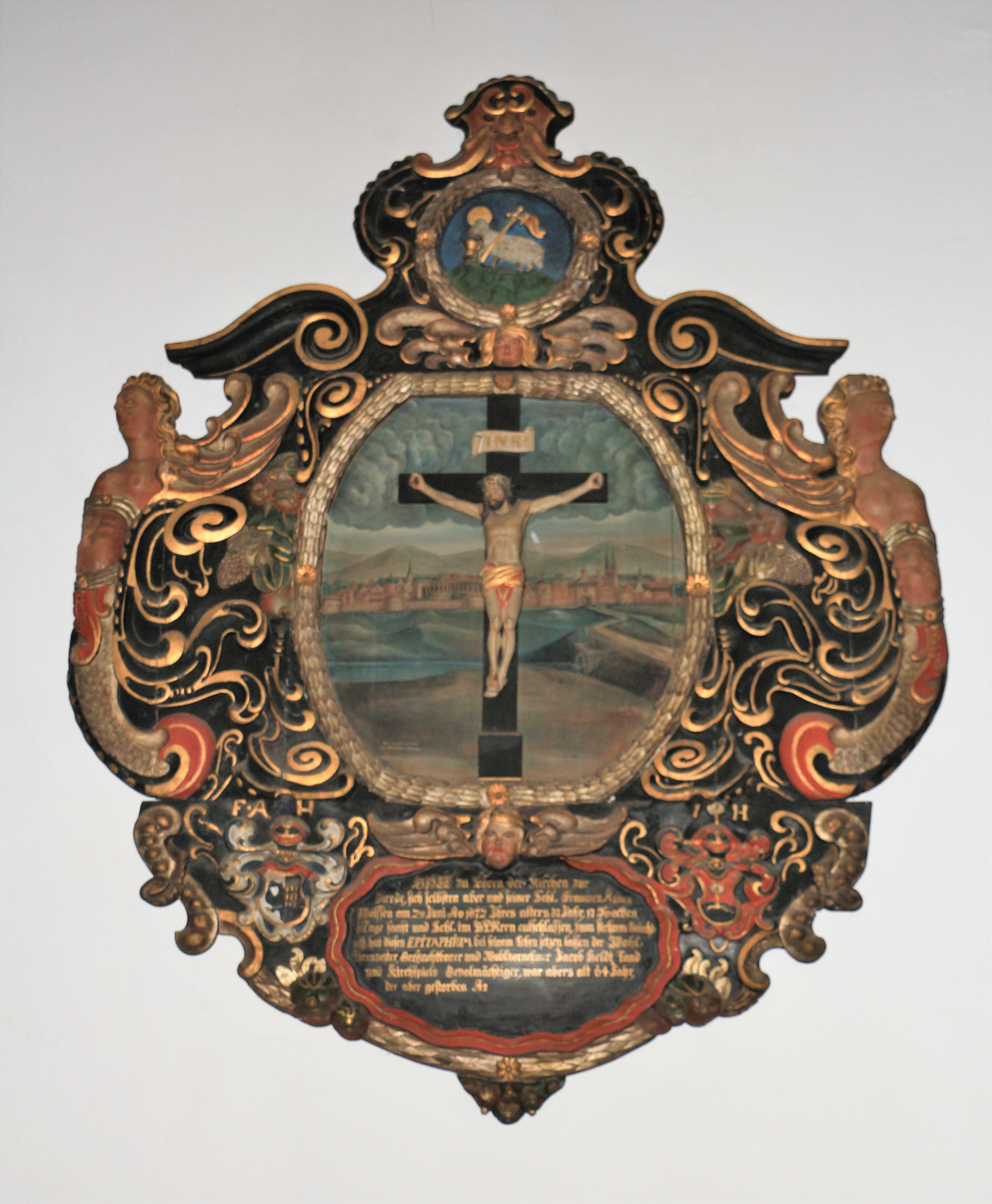
Epitaph für Anna Heldt geb. Wolffen († 1672)

Auf 23 Seitenwangen des Gestühls befinden sich Wappen der ansässigen Geschlechter von 1579/80. Besonders häufig sind die Hogenworder vertreten, die einen halben Adler und neun Rauten im Wappen führten. Dasselbe Wappen findet sich auch auf dem Epitaph, das der 64-jährige Kirchspielbevollmächtigte Jakob Heldt seiner 1672 mit 37 Jahren verstorbenen Frau Anna Wolffen setzte. Es zeigt in einem Rahmen aus Knorpelwerk ein geschnitztes Kruzifix von 1909, das vermutlich ein älteres Kreuz ersetzt, vor einer gemalten Stadt mit Säulengängen, backsteinroten Häusern und einer doppeltürmigen Kirche. Der Platz für den Sterbeeintrag des Stifters blieb frei.

## Glocken
Nordwestlich der Saalkirche steht ein Campanile als Glockenturm, dessen hölzerner Vorgänger 1958 durch ein Feldsteinbauwerk ersetzt wurde. In seinem Glockenstuhl hängen drei Glocken, von denen die älteste 1453 gegossen wurde; sie trägt die Inschrift: „Maria bin ick geheten, das Kaspel in Hemminghstede het mi geheten“. Unten im Turm steht eine 1888 umgegossene Glocke als Erinnerung für die Hemmingstedter Gefallenen beider Weltkriege.
Eine weitere Glocke hängt als Stundenglocke im Dachreiter; sie wird „Luther-Glocke“ genannt. Der Sage nach soll sie von dem Geld gegossen worden sein, das papsttreue Dithmarscher Bauern sammelten, um ein Attentat auf den Reformator Martin Luther durchzuführen und so die Einführung der Reformation zu verhindern. Angeblich habe man zu diesem Zwecke kurz nach dem Mord an Heinrich von Zütphen einen Bauern namens Nicolaus Craisbach als Attentäter nach Wittenberg entsandt. Dieser habe sich jedoch von Luther bekehren lassen und sei als lutherischer Prediger nach Dithmarschen zurückgekehrt. 1596 habe er kurz vor seinem Tod von dem Blutgeld die Hemmingstedter Glocke gießen lassen. Johann Adrian Bolten berichtete zwar auch von einem von „Papisten“ zum Mörder gedungenen jungen Mann ähnlichen Namens, ohne jedoch einen Zusammenhang mit der Hemmingstedter Glocke zu ziehen. Laut Bolten stammte dieser Johannes Creisbach aber aus Westfalen und sei um 1529 als junger Mönch nach Wittenberg gekommen, um mit Luther zu disputieren, habe sich jedoch schnell von dessen Lehre überzeugen lassen und sei für einige Zeit Luthers Gehilfe gewesen, ehe er eine Pfarrstelle in seiner Heimat annahm. Nach Dithmarschen kam er erst nach Luthers Tod 1548, weil er das Augsburger Interim nicht annehmen wollte, und wurde zunächst in Neuenkirchen Pastor und 1559 – im Jahr der Letzten Fehde – Pastor und später auch Propst in Wöhrden.